# Adelphia hiraea
Adelphia hiraea är en tvåhjärtbladig växtart som först beskrevs av Joseph Gaertner, och fick sitt nu gällande namn av W.R.Anderson. Adelphia hiraea ingår i släktet Adelphia och familjen Malpighiaceae. Inga underarter finns listade i Catalogue of Life.